# Hancea acuminata
Hancea acuminata är en törelväxtart som först beskrevs av Henri Ernest Baillon, och fick sitt nu gällande namn av S.E.C.Sierra, Kulju och P.C.van Welzen. Hancea acuminata ingår i släktet Hancea och familjen törelväxter. Inga underarter finns listade i Catalogue of Life.